# エレクトリックアコースティックギター

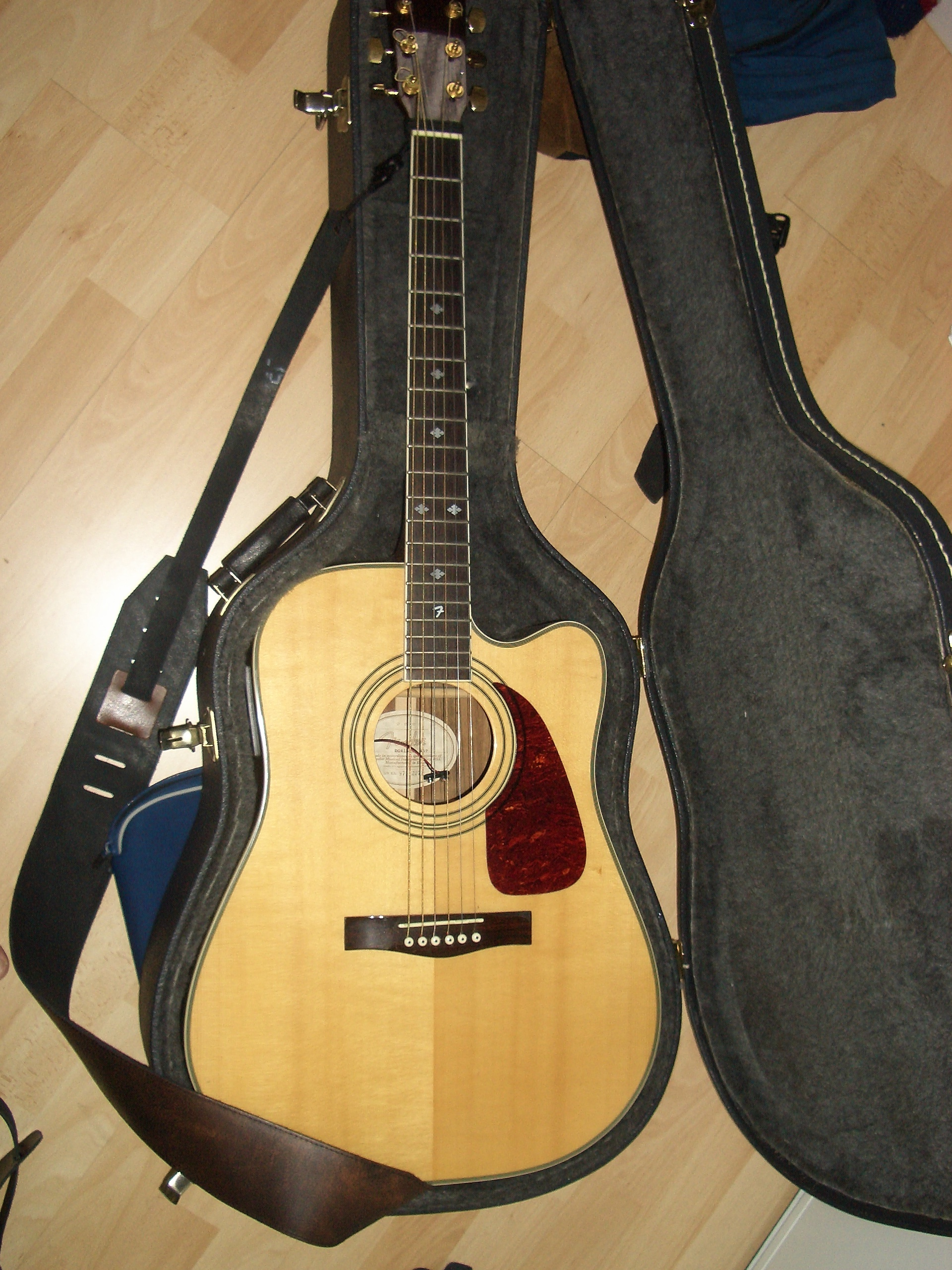
Fender DG-41SCE

エレクトリックアコースティックギター（通称：エレアコ）は、アコースティック・ギターにピックアップを取り付けアンプ等から大音量で演奏する事を可能にしたギターである。ポピュラー音楽のコンサートの大音量化の流れの中で、アコースティックギター本来の音をそのまま増幅できるように開発された。音色や使いやすさを調整するために、部分的に従来のアコースティックギターとは構造が違うところもあるが、生音での使用も可能な物が主流である。
アメリカでは"Electric-Acoustic Guitar"は、かつて「セミ／フル・アコースティック・ギター（ボディ内に空洞を設けたエレクトリック・ギター）」を指す言葉だったため、日本で呼ばれる「エレアコ」はアメリカではAcoustic-Electric Guitarと呼ばれることも多い。
なお、「エレアコ」という呼称はヤマハが商標登録しているが、別会社が使用することに関して特に干渉はしていない。

## 歴史

### エレアコの誕生
現在のエレアコの原型となったのは1969年に発売されたオベーション社のギターである。ヘリコプターの製造会社カーマン・コーポレーションの社長、チャールズ・カーマンは有名なギタリストでもあった。1966年にカーマン・コーポレーションの子会社としてオベーション社を設立し、3年後に発売されたものが航空機の技術をギターに活かしたエレアコであった。発売当初はあまりにも画期的なものであったため受け入れられなかったが、1970年代には保守的なミュージシャンでも使用するまでに浸透していった。
オベーション以前も、ギブソンのJ-160E等のようなエレクトリック・ギター用のピックアップを装備したアコースティック・ギターは存在したが、エレクトリック用のピックアップが増幅する音は、アコースティック・ギター本来の音とは異なるものであった。オベーション社のギターはエレクトリック・ギター用のマグネティックピックアップではなくピエゾピックアップを搭載しており、よりアコースティック・ギター本来の音に近い音を出力する事に成功した。またボディのバックには、従来の木材の代わりに「リラコード」と呼ばれるグラスファイバーを半球状に加工したものを使用し、音の振動が集中する構造になっていた。現在でもオベーション社をはじめとしたいくつかのメーカーがこの構造を採用している。

### その後の改良
1975年、オベーション社は新たなブランド「Adamas」を発売する。Adamasでは、カーボンファイバーの間に樺材が挟まれた「ファイブロニック・サウンドボード」がボディトップに使用され、従来のアコースティックに見られるような弦の真下に位置する1個の大きなサウンドホールではなく、ボディトップ上部に多数の小さなサウンドホールを空けるデザインが採られた。
その後多くのメーカーが追随し、エレアコを製造するようになる。日本ではタカミネが1979年にエレアコの発売を開始。その後モーリスが1981年にトルネードシリーズ、ヤマハが1983年にCWEシリーズを発売した。
現在ではマーティン、ギブソン、テイラーなど、主要なほとんどのアコースティック・ギター・メーカーが、エレアコのモデルをカタログに揃えている。

## 構造

### 基本的構造
基本的な構造は一般的なアコースティック・ギターと類似している。
ハウリングを抑えるためにあえて「生の鳴り」を抑えている場合が多い。以下に例を挙げる。
- ボディを薄くする
- サウンドホールを特殊なものにする
- ソリッドボディ（内部に空洞のない構造）を採用
- 単板ではなく、合板（プライ）を使用する

また、従来のアコースティック・ギターに後から装着するための単体ピックアップも、各社から数多く発売されている。これらの製品は、「出来合いのエレアコではなく、自分の愛器をステージで使用したい」というミュージシャンに多く使用される。

### ピックアップ
ピックアップはギター内部に設置される音を拾う装置である。上記のとおり、エレアコにはピエゾピックアップが多く使用されている。
マグネティックピックアップ
エレクトリック・ギターで多く使用されている。永久磁石をコイルで巻いた物で、弦の真下に装備する。弦の振動のみを、電磁誘導で電流に変換し、シールドを通してアンプなどに送る。
ピエゾピックアップ
特殊なセラミックス「ピエゾ素子」の、力を加えると電圧が発生する性質を利用したものである。エレアコはボディ内部、多くの場合ブリッジサドル下にピエゾピックアップを設置し、弦とギター本体の振動によってピエゾに電圧を発生させ、その信号をアンプに送っている。
つまり、マグネティックピックアップが弦一本一本の振動のみを拾うのに対し、ピエゾピックアップは弦の振動に限らず、ギターの振動そのものを拾うことになる。このような理由からアコースティック・ギターの音色を表現することにおいてはピエゾピックアップの方が優れているとされている。一方、ピエゾピックアップでハウリングが起きやすいのは、このように弦の以外の「振動」を拾う構造のためである。エレアコの「鳴り」を悪くする、つまり振動させにくくすることによってピックアップがアンプの音の振動を拾いにくくなりハウリングが起きにくくなる。
なお、マグネティックピックアップはアコースティック・ギターの音色を表現できないとして、敬遠されがちだったが、最近ではアコースティック・ギター用の高性能なものも発売されている。
ハイ・インピーダンスなので、パブリック・アドレス（ロー・インピーダンスが多い）に繋ぐ際は考慮すること。

### プリアンプ・イコライザー
ボディサイドに埋め込まれた、音量、音質などを変換する装置。一般的なものは9Vの電池を入れる構造になっている。外付けの単体製品もある。

## エレアコの種類

### エレクトリックフォークギター
通常のフォークギター（スティール弦アコースティックギター）と同様に弦はスティールでネックも細くなっている。
一般的なフォークギターがアコースティック・ギターと呼ばれることがあるのと同様に、エレクトリックフォークギターも「エレクトリックアコースティックギター（エレアコ）」と呼ばれることが多い。

### エレクトリッククラシックギター(Classical electric guitar)
一般的なクラシック・ギターと同様に、弦はナイロン（ガット弦）でネックも太い。「エレガット」と呼ぶ場合が多い。

## 専用の機器

### エフェクター
大音量でエレアコを演奏するとアコースティック・ギター本来の響きが失われてしまうため、アコースティック・ギターの響きを作り出すシミュレーターを搭載したエフェクターも発売されている。また、エレアコの演奏ではハウリングが起こることが多いため、ハウリングの起きている周波数を検出し、それを抑える機能を持ったエフェクターもある。

### アンプ
上記のエフェクターとは別に、アンプそのものがエレアコ専用の仕様になっており、アコースティックギター本来の音色を奏でることが可能なものがある。代表的なものはローランドのAC-60など。

## 主なメーカー
- オベーション
- タカミネ
- モーリス
- アリア
- ヤマハ
- ゴダン
- テイラー

## その他
エレクトリック・ギターにも「フルアコースティックギター（フルアコ）」、「セミアコースティックギター（セミアコ）」と呼ばれる種類が存在するが、これらは「エレクトリックアコースティックギター（エレアコ）」とは別のものである。
詳細は「エレクトリック・ギター#種類」を参照。
詳細は「 すべてのタイプのギター 」を参照。